# Filtro QMF
Un filtro QMF (Quadrature Mirror Filter in inglese) consente di suddividere un segnale in due segnali sottocampionati che possono essere poi ricostruiti senza aliasing, anche qualora vengano utilizzati filtri non ideali. Tale filtro fu introdotto da Croisier, Esteban
e Galand nel 1976 .

## Definizione
Consideriamo il seguente schema a blocchi: 

dove i due filtri {\displaystyle H_{0}} e {\displaystyle H_{1}} (rispettivamente un filtro passa basso ed un filtro passa alto) suddividono il segnale, mentre {\displaystyle G_{0}} e {\displaystyle G_{1}} operano la ricostruzione.

La condizione necessaria e sufficiente per la cancellazione dell'aliasing è:
{\displaystyle G_{0}(z)H_{0}(-z)+G_{1}(z)H_{1}(-z)=0.}
Una soluzione a tale problema è data dalla configurazione di filtri in quadratura a specchio (QMF), che si ottiene imponendo i seguenti vincoli sui filtri d'analisi:

{\displaystyle H_{1}(z)=H_{0}(-z).}
{\displaystyle G_{0}(z)=H_{1}(-z)=H_{0}(z).}
{\displaystyle G_{1}(z)=-H_{1}(z)=-H_{0}(-z).}
Il primo vincolo stabilisce una simmetria tra {\displaystyle H_{0}} e {\displaystyle H_{1}}, determinando la denominazione di filtri a specchio.
Sostituendo i vincoli soprastanti nella precedente condizione si ottiene:
{\displaystyle H_{0}(z)H_{0}(-z)-H_{0}(-z)H_{0}(z)=0.}
Ciò conferma che l'aliasing è annullato per filtri QMF.

Per poter ottenere una ricostruzione perfetta, la seguente condizione dev'essere soddisfatta:
{\displaystyle G_{0}(z)H_{0}(z)+G_{1}(z)H_{1}(z)=2z^{-l}.}
Visti i vincoli imposti, per i filtri QMF la condizione è:
{\displaystyle {H_{0}}^{2}(z)-{H_{0}}^{2}(-z)=2z^{-l}.}
A questo punto siamo in grado di ricavare tutti e quattro i filtri tramite {\displaystyle H_{0}(z).}

Se ci limitiamo a considerare filtri FIR (Finite Impulse Response) la precedente equazione può esser soddisfatta in modo esatto esclusivamente da filtri della forma:
{\displaystyle H_{0}(z)=c_{0}z^{-2n_{0}}+c_{1}z^{-(2n_{1}+1)}}
{\displaystyle H_{1}(z)=c_{0}z^{-2n_{0}}-c_{1}z^{-(2n_{1}+1)}}
dove {\displaystyle c_{0}} e {\displaystyle c_{1}} son costanti e {\displaystyle n_{0}} e {\displaystyle n_{1}} sono interi.

Un esempio di filtri QMF sono i filtri Haar della forma:
{\displaystyle H_{0}(z)=1+z^{-1}.}
{\displaystyle H_{1}(z)=1-z^{-1}.}
In tal caso {\displaystyle c_{0}=c_{1}=1} e {\displaystyle n_{0}=n_{1}=0.}

Maggiori informazioni sulla progettazione di filtri QMF sono reperibili in Simoncelli et al..